# Mhlathuze Water
Mhlathuze Water (SOE) war ein staatliches Wasserversorgungsunternehmen in der südafrikanischen Provinz KwaZulu-Natal mit Verwaltungssitz in Richards Bay. Es besaß die Zuständigkeit für eine betreute Fläche von 37.000 Quadratkilometern, etwa einem Drittel der gesamten Provinz. Dessen Versorgungsgebiet erstreckte sich vom uThukela River (Tugela) im Süden bis zur Ostküste am Indischen Ozean in die Grenzregion mit Mosambik und zur Grenze mit Eswatini sowie im Norden zwischen Vryheid und dem Tugela.

## Überblick
Von Mhlathuze Water wurden mehrere Komponenten zum Wasserversorgungsauftrag genutzt. Das waren ein Transfersystem zwischen verschiedenen Wassereinzugsgebieten, eine große Wasseraufbereitungsanlage und eine Offshore-Abwasserentsorgungspipeline. Das Unternehmen betrieb und verwaltete zudem Wasseraufbereitungs- und Abwasseranlagen auf Agenturbasis für Industriebetriebe in seinem territorialen Umfeld.

## Grundlagen
Die Rechtsgrundlage für den Wasserversorger bildete der Water Services Act, 1997 (Act No. 108 of 1997). Der Vorstand von Mhlathuze Water wurde durch den jeweiligen Minister of Water and Sanitation berufen.

## Aufgaben
Zu den Aufgaben von Mhlathuze Water gehörten insbesondere:
- Roh- und Trinkwasserversorgung in großer Menge,
- Abwasserentsorgung und damit verbundene sanitäre Dienstleistungen,
- Management der Wasserressourcen,
- Betreuung des verwalteten Wassereinzugsgebiets,
- Labor- und Analysedienstleistungen,
- Maßnahmen zur Vermeidung von Schadstoffeintragungen in die Gewässer,
- Bau- und Projektmanagement,
- Betrieb und Verwaltung von Wasseraufbereitungs- und Abwasseranlagen.

## Geschichte
Der Wasserversorger wurde ursprünglich auf Basis einer Proclamation in der Government Gazette No 84 vom 23. Mai 1980 geschaffen. Mehreren Mitgliedern des Vorstandes des Unternehmens wurde 2022 Korruption vorgeworfen. Das Budget des Vorstandes wäre unrechtmäßig um 640 % erhöht worden sein. Auch wären gegen Bestechungsgeld Ausschreibungen erkauft oder andere Firmen ausgeschlossen worden. Während den Ermittlungen wurden Wertgegenstände im Wert von R37 Millionen beschlagnahmt. Die Büros des Unternehmens wurden im April 2023 vom King Cetshwayo Business Forum (KCBF) gestürmt. Dabei wurden die Mitarbeiter sowie der CEO mehrere Stunden als Geiseln festgehalten. Mhlathuze Water hatte eine Ausschreibung an KCBF zurückgezogen und an eine andere Firma vergeben.
Die Mhlathuze Water wurde 2023 gemäß einer Entscheidung im Department of Water and Sanitation aufgelöst. Die Mitarbeiter und Vermögensgegenstände wurden von Umgeni Water interimsmäßig übernommen, bis die beabsichtigte Errichtung der überregionalen Wasserbehörde uMngeni–uThukela Water vollzogen ist.

## Hauptkomponenten

### Mhlathuze Transfer Scheme
Mhlathuze Water entnahm kontinuierlich Wasser aus dem Mhlathuze River, der aus dem Goedertrouw Dam gespeist wird. Die Rohwasserentnahme erfolgte mit einer Pumpstation an einem Wehr, das etwa 70 Kilometer von diesem Staudamm entfernt lag.
Die Hauptabnehmer im Mhlathuze Transfer Scheme (deutsch etwa: „Mhlathuze-Übertragungssystem“) über diese Pumpstation waren:
- Mhlathuze Water (Nsezi Water Treatment Plant und Lake Nsezi),
- City of uMhlathuze (Esikhaleni Water Treatment Works),
- Tronox (Fairbreeze Mine),
- Richards Bay Minerals (über Lake Nsezi).

### Nsezi Water Treatment Plant
Diese Wasseraufbereitungsanlage (Nsezi Treatment Works – NTW) entnahm zum Hauptteil Wasser aus dem Mhlathuze River (93 %) und kleinere Volumina aus dem Lake Nsezi (7 %). Mhlathuze Water versorgte die City of uMhlathuze (CoU) weiterhin mit gereinigtem Wasser für die angehörige Gemeinde Richards Bay, sofern Mzingazi Water Treatment Works aufgrund des niedrigen Wasserstands im Mzingazi Lake außer Betrieb blieb. Die Stadt Empangeni erhielt pro Tag 18 m3 Wasser aus der Aufbereitungsanlage. Seit 2015 konnte die Anlage täglich 205 m3 Wasser aufbereiten.

### Externe Servicebereiche
Zu den externen Serviceleistungen (o&m-projects: operation and maintenance projects) von Mhlathuze Water gehörten Wasserversorgungsaufgaben und Wasseraufbereitungsanlagen für verschiedene Firmen.
Richards Bay Minerals: Mhlathuze Water unterhielt und führte für das Bergbauunternehmen fünf Wasser- und Abwasseraufbereitungsanlagen, einschließlich der erforderlichen Qualitätsüberwachung im Bereich der Spülflächen der Abbauareale.